# Улицький Олег Андрійович
Оле́г Андрі́йович Улицький (22.02.1954 р., м. Кутаїсі, Грузія) — український вчений-геолог (гідрогеологія та інженерна геологія), кандидат технічних наук (2000 р.), доцент (2004 р.), державний службовець 5-го рангу, начальник управління геологічної експертизи та наукового супроводження надрокористування НАК «Надра України». Учасник національного проекту «Гірнича енциклопедія». Доктор геологічних наук за спеціальністю -екологічна безпека, 2015 рік, академік Академії наук Вищої школи (2019 р.) Від 07.04.2022 року на підставі рішення атестаційної колегії МОН України присвоєно вченне звання професора кафедри екологічного моніторингу та геоінформаційних технологій (АП № 003865) 

## Життєпис
Робочу кар'єру розпочинав у 1974 р. буровим майстром у Карелії, Центрально-Карельська експедиція.
1974—1976 рр. — служба в лавах Радянської Армії.
1976—1981 рр. — інженер, Артемівськ, Український науково-дослідний інститут соляної промисловості.
1981—1996 рр. — ВГО «Донбасгеологія», Артемівська геологорозвідувальна
експедиція, технік-гідрогеолог, гідрогеолог, начальник загону шахтної гідрогеології.
2000 р. — захист кандидатської дисертації «Прогноз активізації деформацій гірничого масиву над старими гірничими роботами при затопленні шахт» в НАН України.
1996—2004 рр. — Донецьк, Українська державна компанія «Укрвуглереструктуризація», головний гідрогеолог, начальник геолого-маркшейдерського відділу.
2004-09.2010 рр. — Державна служба в органах центральної виконавчої влади (Мінприроди — начальник Відділу, начальник Управління, Мінвуглепром — начальник Відділу, головний спеціаліст Управління реструктуризації).
З 09.2010 р. — Національна акціонерна компанія «Надра України», начальник управління геологічної експертизи та наукового супроводження надрокористування, начальник сектору твердих корисних копалин.
З 08.2015 р. - працює у Державному закладі "Державна екологічна академія післядипломної освіти та управління" директор навчально-наукового інституту екологічної безпеки та управління, професор кафедри "Екологічна безпека"
Викладацька робота:
2000—2004 рр. — викладач Донецького Національного Технічного Університету, кафедра геології з навчальної дисципліни «Основи гідрогеології» .
З 2007 р. — викладач Київського геологорозвідувального технікуму з навчальної дисципліни «Буріння свердловин» (сумісник) Викладач УКК ДГП «Укргсофізика» з навчального предмету «Основи геології, охорони навколишнього природного середовища» та «Спеціальна технологія» за професією «Машиніст бурової установки», «Вибуховик», «Машиніст установки збудження сейсмічних сигналів», «Машиніст каротажної станції».

## Область професійної та наукової діяльності
Наукова діяльність пов'язана з дослідженнями з питань еколого-гідрогеологічної безпеки діючих та ліквідованих гірничих підприємств, геомеханічних проявів, розробкою концепції поліпшення екологічного становища довкілля гірничодобувних (шахтарських) регіонів України.
Методичне забезпечення еколого-гідрогеологічних робіт, ведення бурових, досвідно-фільтраційних робіт. Моніторинг об'єктів геологічного середовища, спостереження ЕГП та інші види геологічних робіт.
Розробка концепції реструктуризації підприємств, розробка нормативної бази щодо розроблення проектно-кошторисної документації та визначення вартості ліквідаційних робіт, удосконалення законодавства та розробка нормативно-правових актів, контроль звернень органів виконавчої влади, установ, організацій, затвердження завдань проектування та титульних списків на будівництво об'єктів.

## Науковий доробок
Має 120 опублікованих наукових статей, монографії, навчальні видання.
Основні роботи:
- «Вирішення геоекологічних і соціальних проблем під час експлуатації та закриття вугільних шахт — 2002 p.» (Монографія),
- «Техногенні наслідки закриття вугільних шахт України — 2004 p.» (Монографія),
- «Геомеханічні та технологічні проблеми закриття шахт Донбасу — 2002 р.» (Навчальний посібник).
- Улицький О. А. Прогноз активізації деформацій гірничого масиву над старими гірничими роботами при затопленні шахт [Текст]: автореф. дис… канд. техн. наук: 05.15.11 / Улицький Олег Андрійович ; НАН України, Відділення фізико-технічних гірничих проблем Донецького фізико-технічного ін-ту ім. О. О. Галкіна. — Донецьк, 2000.
- "Гірнича та екологічна ренти у сфері надрокористування - 2018 р." (монографія),
- "Екологізація гірничодобувного виробництва: рентні відносини - 2018 р." (монографія)

## Нагороди
- Почесний розвідник надр України.
- Знак «Шахтарська слава» — ІІІ , II та I ступенів.
- відзнака  Міністерства надзвичайних ситуацій України «За доблесну службу».
- медаль ім. В. І. Лучицького «За заслуги у розвідці надр».
- медаль ім. Л. І. Лутугіна «За заслуги у розвідці надр».
- ювілейна відзнака «100 років створення Державної геологічної служби України».
- "Відзнака Державної служби геології та надра України" (2022)
- лауреат Державної премії України в галузі науки і техніки (2015)